# Benice
Benice (in ungherese Benefalva) è un comune della Slovacchia facente parte del distretto di Martin, nella regione di Žilina.